# Pietro Balestra (Wirtschaftswissenschaftler)
Pietro Balestra (* 2. April 1935 in Lugano; † 23. Juni 2005 in Genf) war ein Schweizer Wirtschaftswissenschaftler.

## Leben
Balestra, aus Gerra (Gambarogno), studierte an der Universität Freiburg Wirtschaftswissenschaften und schloss 1956 mit dem Lizenziat ab. Seine Ausbildung setzte er in den USA an der University of Kansas und an der Stanford University fort, wo er 1965 den Ph.D. erwarb.
1966 kehrte er in die Schweiz zurück und wurde als Professor für Ökonometrie an der Universität Freiburg berufen. Daneben war er seit 1979 ausserordentlicher Professor an der Universität von Burgund. 1980 erhielt er einen Ruf als Professor an die Universität Genf, wo er die Leitung der Abteilung für Ökonometrie übernahm. Balestra war einer der Gründer der Universität der italienischen Schweiz und der erste Dekan der Fakultät für Wirtschaftswissenschaften.
Sein Hauptforschungsgebiete waren die dynamische Fehlerkomponente Modelle und die Paneldaten. Balestra ist vor allem für den verallgemeinerte Kleinste-Quadrate-Schätzer genannt Balestra-Nerlove Schätzer bekannt. Er war der erste Schatzmeister und Gründermitglied der Europäischen Ökonomischen Vereinigung.

## Auszeichnungen
- Fellow the Econometric Society[3]
- Fellow of the Journal of Econometrics
- Präsident der Schweizerischen Gesellschaft für Volkswirtschaft und Statistik

## Veröffentlichungen
- mit Marc Nerlove: Pooling Cross-Section and Time Series Data in the Estimation of Dynamic Models: The Demand for Natural Gas. In: Econometrica. July 1966
- The Demand for Natural Gas in the United States. A Dynamic Approach for the Residential and Commercial Market. Amsterdam, 1967
- On the Efficiency of Ordinary Least Squares in Regression Models. In: Journal of the American Economic Association. September 1970
- mit Mauro Baranzini: Some Optimal Aspects in a Two Class Growth Model with a Differentiated Interest Rate. In: Kyklos. Band 2, 1971
- Calcul Matriciel pour Economistes. Albeuve, 1972
- Best Quadratic Unbiased Estimators of the Variance-Covariance Matrix in Normal Regression. In: Journal of Econometrics. March 1973
- La derivation matricielle. Paris 1976
- A Note on the Exact Transformation Associated with the First Order Moving Average Process. In: Journal of Econometrics. December 1980
- A Note on Amemiya’s Partially Generalised Least Squares. In: Journal of Econometrics. Band 23, 1983
- mit J. Varadharajan-Krishnakumar: Full Information Estimation of a System of Simultaneous Equations with Error Component Structure. In: Econometric Theory. Band 3, 1987
- mit Dennis Aigner: Optimal Experimental Design for Error Components Models. In: Econometrica. Band 4, 1988
- mit Marc Nerlove: Formulation and Estimation of Econometric Models for Panel Data. In: The Econometrics of Panel Data. L. Matyas and P. Sevestre Eds., Amsterdam 1992